# Platynematichthys
Platynematichthys is een monotypisch geslacht van straalvinnige vissen uit de familie van de antennemeervallen (Pimelodidae).

## Soort
- Platynematichthys notatus (Jardine, 1841)